# 伊古奈比咩命神社

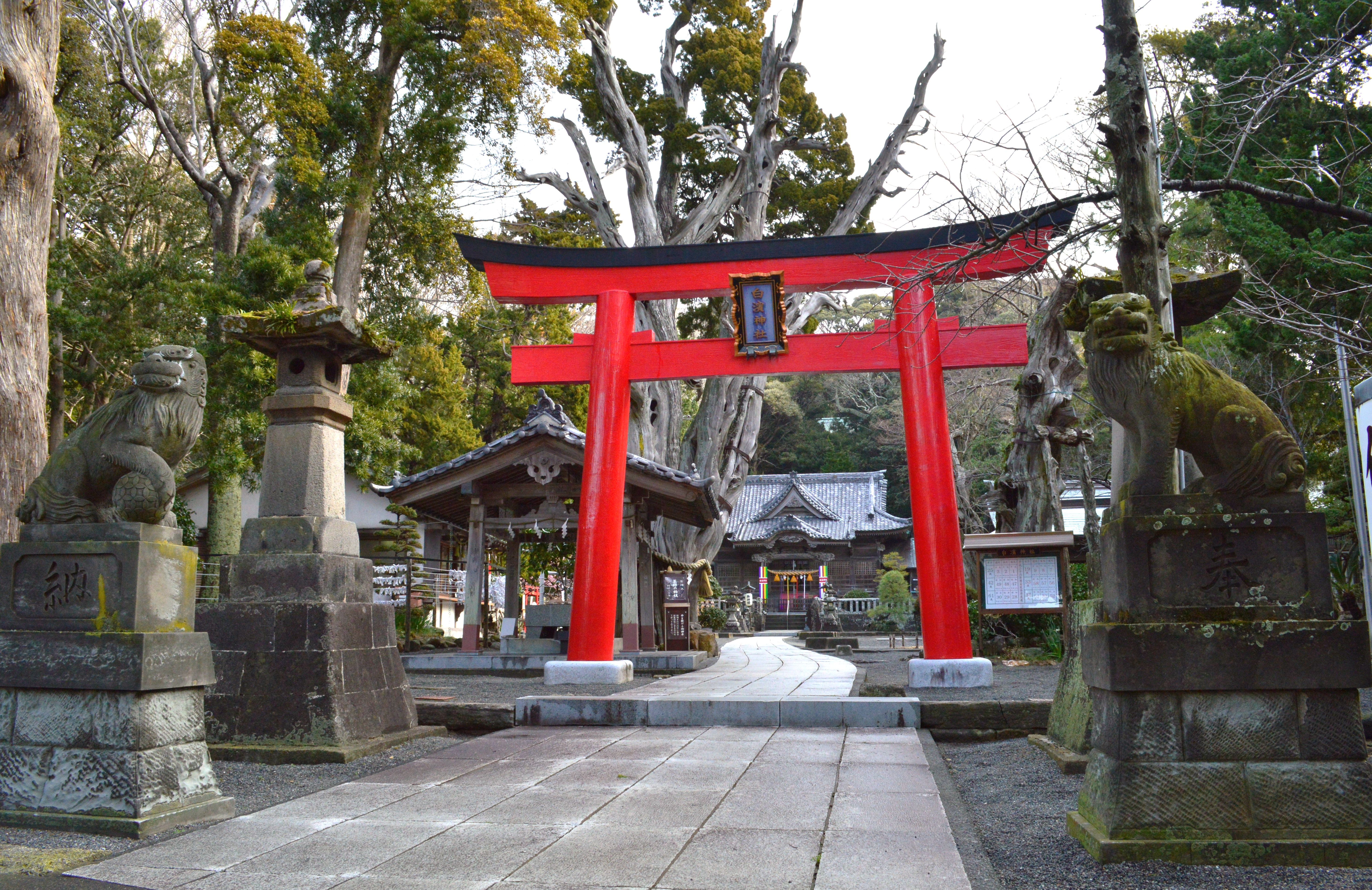
鳥居

伊古奈比咩命神社（いこなひめのみことじんじゃ）は、静岡県下田市白浜にある神社。式内社（名神大社）で、旧社格は県社。現在は神社本庁の別表神社。通称は白濱神社 (白浜神社)（しらはまじんじゃ）。

## 概要
静岡県東部の伊豆半島先端部、白浜海岸にある丘陵「火達山（ひたちやま/ひたつやま）」に鎮座する。この火達山は伊豆諸島を祀る古代遺跡でもあるが、その祭祀は現在まで伊古奈比咩命神社の祭祀として続いている。伝承では、主祭神の伊古奈比咩命は、伊豆諸島開拓神の三嶋神の后神であるという。また、三嶋神は三宅島から白浜（当地）、そして伊豆国一宮の三嶋大社（静岡県三島市）へと遷座したとも伝える。
境内の火達山は、祭祀遺跡として下田市指定史跡に指定されている。また、火達山に自生するアオギリ樹林は国の天然記念物に、ビャクシン樹林は静岡県指定天然記念物に指定されている。そのほか、大久保長安奉納の鰐口（静岡県指定文化財）に代表される文化財数点が伝わっている。

## 社名

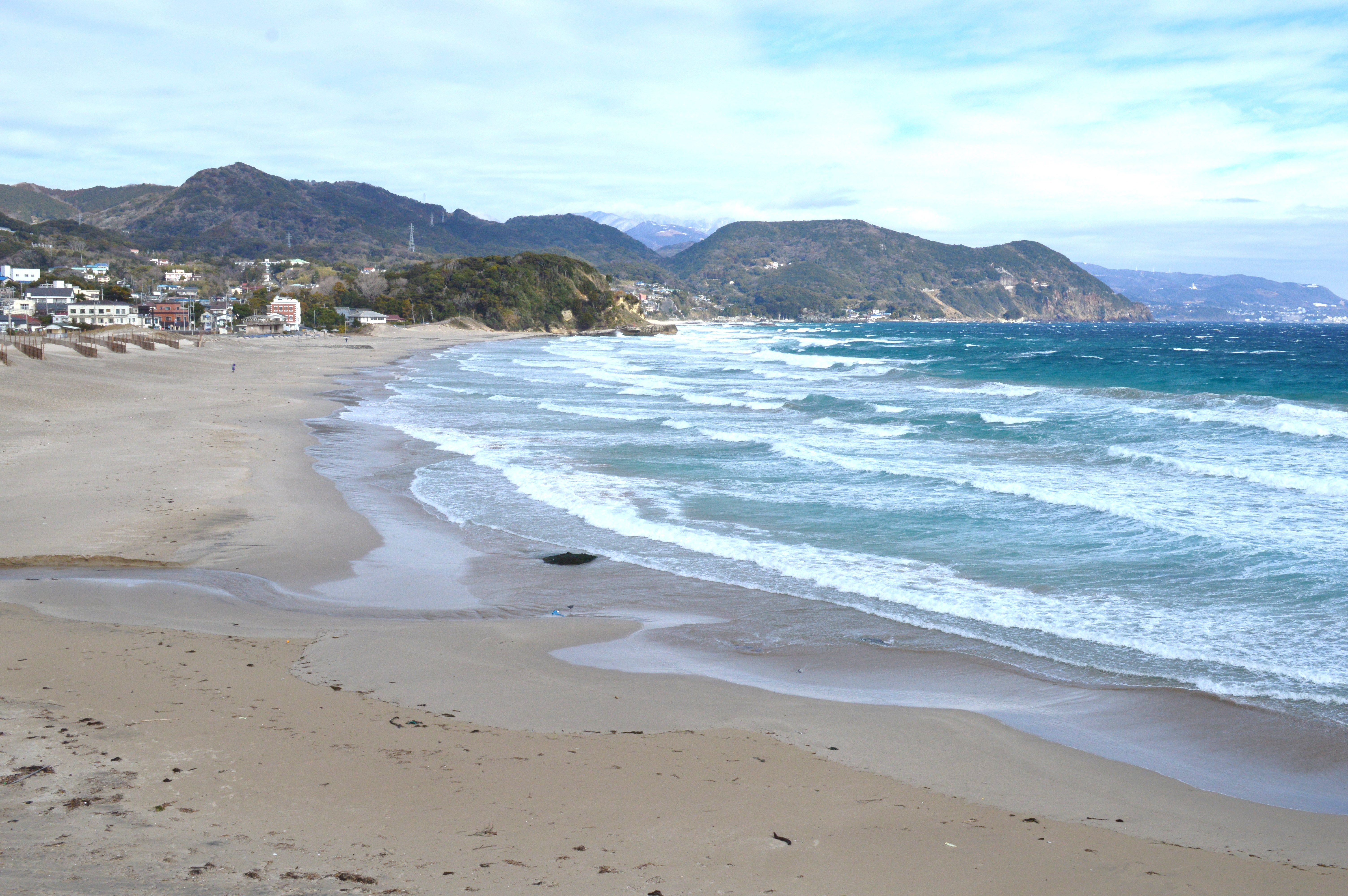
白浜海岸と火達山（中央上）

現在の社名は、主祭神の伊古奈比咩命の名を掲げた「伊古奈比咩命神社」である。この社名は、平安時代の『延喜式』神名帳に記載されるものである。当社がこの『延喜式』所載社であることを伝える史料としては唯一、江戸時代の慶長12年（1607年）の鰐口にある「伊古奈比咩命大明神」の銘が知られる。
通称の「白濱神社（白浜神社）」は、鎮座地の地名に由来するものである。「白浜」とは海岸の白砂を表した名称であるが、その起こりは明らかではない。この呼称は江戸時代に広く見られ、当社は「白濱大明神」「白濱神社」「白濱大社」「白濱五社大明神」等と称されていた。うち「五社大明神」は、祭神数に由来するものである。そのほか、三嶋神の旧鎮座地（古宮）であるという伝承から、「古宮山大明神」「古宮山五社大明神」という呼称も使用された。明治期に正式社名は現在の「伊古奈比咩命神社」に定められたが、現在も「白濱神社」と通称されている。

## 祭神
祭神は次の5柱。神体は5柱とも神鏡である。
主祭神
- 伊古奈比咩命（いこなひめのみこと）
三嶋大明神の后神。

相殿神
- 三嶋大明神（みしまだいみょうじん）
伊豆国一宮の三嶋大社（静岡県三島市）祭神。別名を事代主命（ことしろぬしのみこと）とする。
- 見目（みめ、見目大神）
女神。三嶋大明神の随神。
- 若宮（わかみや、若宮大神）
男神。三嶋大明神の随神。
- 剣の御子（つるぎのみこ、劔御子大神）
男神。三嶋大明神の随神。

### 祭神について
上記のように伊古奈比咩命神社祭神は5柱と定められているが、この制は江戸時代には遡りうるものである。主祭神の伊古奈比咩命（いこなひめのみこと）は、三嶋神の后神とされる。『続日本後紀』の記述を基にすると、三嶋神の正后が阿波咩命（神津島の阿波命神社祭神）、後后が伊古奈比咩命神社にあたるとされる。また、『伊豆国神階帳』に見える「一品当きさの宮」や『三宅記』に三嶋神の后として見える「天地今宮后」もまた、伊古奈比咩命に比定される。後述のように、夫神の三嶋神には歴史的に事代主命説・大山祇命説があるため、伊古奈比咩命にも三嶋溝樴姫（事代主命妃）説・大山祇命妃説があった。これらに対して伊古奈比咩命神社社誌では、記紀神話との比較はせず「伊古奈比咩命」という独立の神格を見ている。神名の由来は明らかでないが、『日本三代実録』に見える遠江国の伊古奈神（所在不明）との関連が指摘される。

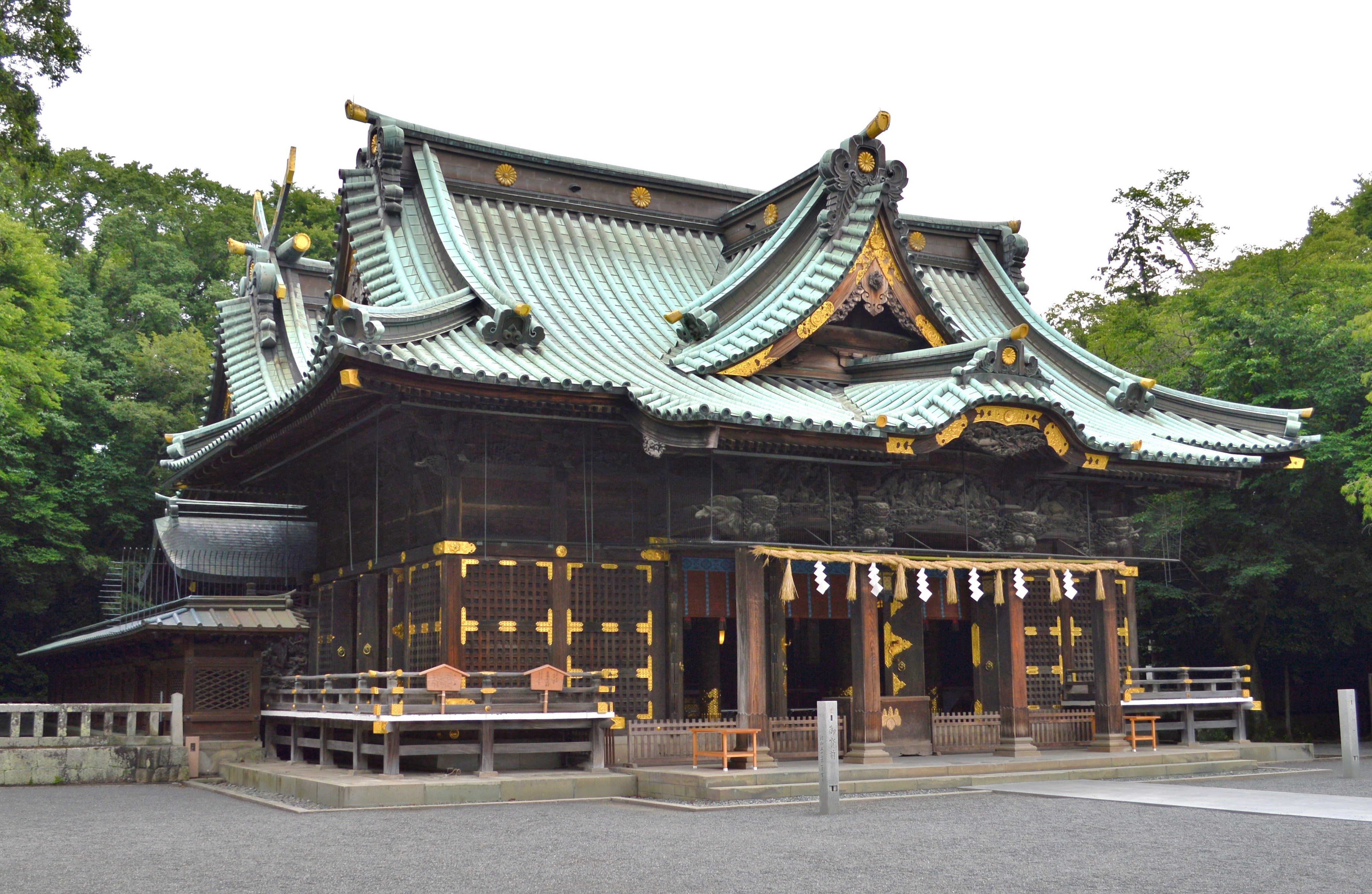
三嶋大社（静岡県三島市）伊古奈比咩命の夫神である三嶋神を祀る。

相殿神のうち、筆頭の三嶋神（みしまのかみ）は、現在の三嶋大社の祭神を指す。上記のように現在伊古奈比咩命神社では、この三嶋神を記紀神話に見える事代主命にあてる。しかし三嶋大社祭神については、古くは『東関紀行』（仁治3年（1242年）成立）を初見として、伊予国一宮の大山祇神社（愛媛県今治市の大三島）由来の大山祇命説が唱えられていた。事代主命説は、文化年間（1804年-1818年）頃の平田篤胤の提唱に始まるものである。平田篤胤の主張は多くの賛意を得たため、現在まで伊古奈比咩命神社含め伊豆各地では事代主命説が定着している。ただし、当の三嶋大社では大正頃から大山祇命説が再浮上したため、祭神は事代主命・大山祇命の2柱に改められている。近年ではこれらとは別の説として、「ミシマ = 御嶋」すなわち伊豆諸島の神格化が三嶋神の発祥であるとして、事代主命・大山祇命のいずれも「ミシマ」の音から来た後世の付会とする説が有力視される（三嶋神の詳細は「三嶋大社#祭神」参照）。
見目・若宮・剣の御子の相殿神3柱は、『三宅記』に三嶋神の随身として見える神である。3柱の詳細は明らかではない。境内から出土した御正躰には嘉禄元年（1225年）銘とともに「若宮」の銘があるため、これら3柱の祭祀は鎌倉時代初期に遡りうるとされる。

## 歴史

### 創建

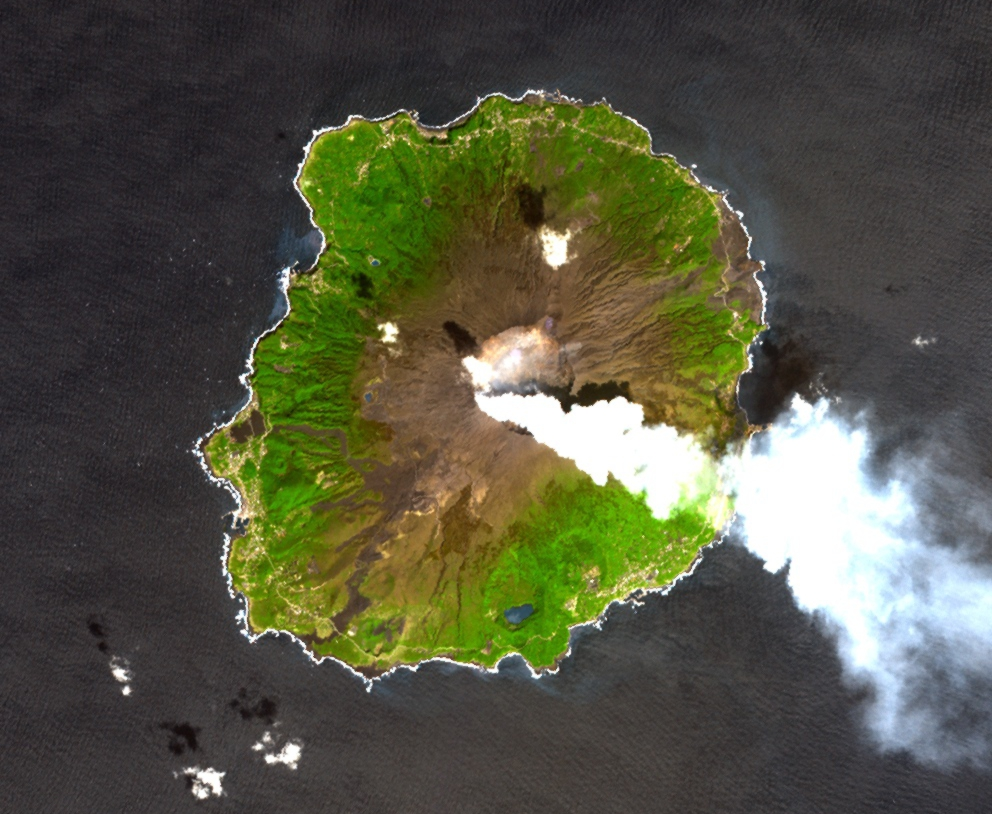
三宅島（東京都三宅村）

社伝（由緒書）によると、まず三嶋神は南方から海を渡って伊豆に至った。そして富士山の神・高天原の神から伊豆の地を授けられ、白浜に宮を築き、伊古奈比咩命を后に迎えた。さらに、見目・若宮・剣の御子の3柱や竜神・海神・雷神などとともに伊豆諸島の島焼き（造島）を行なった。島焼きによって、初島に始まり神津島・大島・三宅島・八丈島など合計10の島々を造り、自身は三宅島に宮を営んだ。その後しばらくして、白浜に還ったという。以上の伝承は、伊豆地方に伝わる縁起『三宅記』（鎌倉時代末期と推定）に記載されるものである。同書では島焼き以前に白浜を宮としたかについては記載はないが、孝安天皇（第6代）元年に三嶋神は天竺から至り、孝安天皇21年から島焼きを行なったとする。
伊古奈比咩命神社の鎮座する火達山からは多くの祭器具が見つかっており、当地では古代から祭祀が行われていたものと推測される。また、上記『三宅記』に見えるように、三嶋神は伊豆府中の現在地以前には白浜にあったとされており、後述の天長9年（832年）記事の「神宮二院」の表現や、『延喜式』神名帳の賀茂郡における三嶋神・伊古奈比咩命の登載はそれを示唆するものとされる。加えて『宴曲抄』「三島詣」や『矢田部氏系図』では、天平年間（729年-749年）頃の三嶋神の国府遷祀を伝える。伊古奈比咩命神社社誌では、これらを総合して、三嶋神は奈良時代頃に国府近くに新宮として勧請、その後元宮は衰退して治承4年（1180年）までには地位が逆転したとする。また、元宮の地については、伊古奈比咩命神社北西の神明（かみあけ）の地と推測されている（ただし、以上については異説もある）。

### 概史

#### 古代

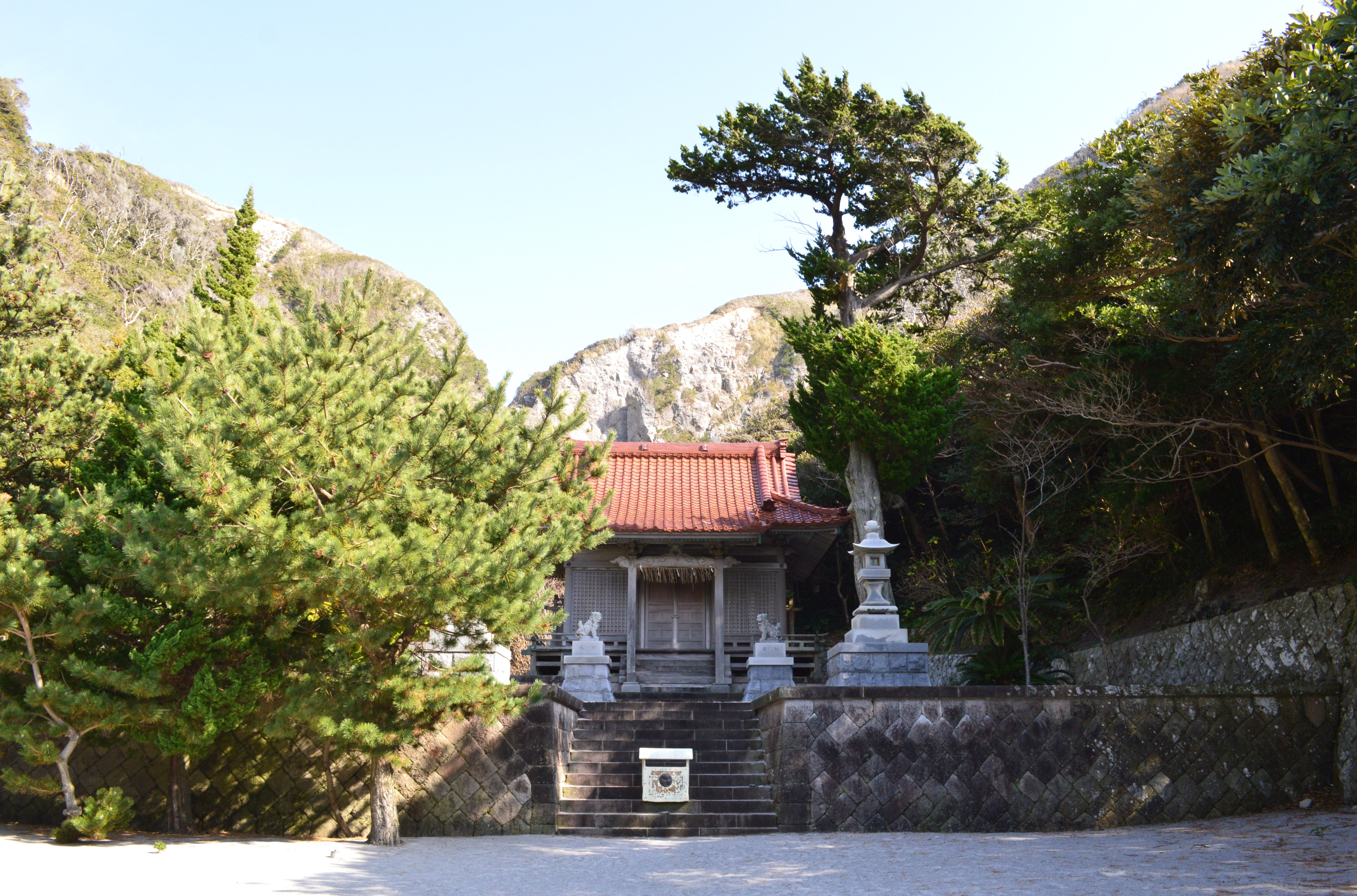
阿波命神社（東京都神津島村）祭神の阿波咩命は三嶋神の本后。対して伊古奈比咩命は後后とされる。

国史での初見は天長9年（832年）の記事で、三嶋神・伊古奈比咩命神の2神が地2,000町（約2,000ヘクタール）に神宮二院・池三処を作るなど多くの神異を示したことにより、名神に預かっている。同記事の3日前の記事では、日照りの原因が「伊豆国神」の祟りであると記されているが、この「伊豆国神」は三嶋神・伊古奈比咩命神と同一神とする説もある。
『続日本後紀』の記事によると、承和5年（838年）7月5日夜に上津島（神津島）で激しい噴火が発生した。占いの結果、それは三嶋大社の後后が位階（神階）を賜ったにもかかわらず、本后たる阿波神（阿波咩命：阿波命神社）には沙汰がないことに対する怒りによるものだと見なされた。同記事では「後后」に関する具体的な言及はないが、これは伊古奈比咩命神社を指すものとされる。この記事を受けて、約一ヶ月後には、阿波咩命と物忌奈命（阿波神の御子神：物忌奈命神社）の神階が無位から従五位下に昇った。
その後、伊古奈比咩命は阿波咩命と物忌奈命とともに、嘉祥3年（850年）に従五位上の神階が授けられたのち、同年には官社に列し、仁寿2年（852年）には正五位下に昇った。
延長5年（927年）成立の『延喜式』神名帳では、伊豆国賀茂郡に「伊古奈比咩命神社 名神大」と記載され、名神大社に列している。伊豆国賀茂郡には全国でも突出する密度（1郡で46座、1郷平均9.2座）の式内社が記されているが、名神大社に列したのは伊古奈比咩命神社のほか、伊豆三島神社（三嶋大社）、阿波神社（阿波命神社）、物忌奈命神社の4社のみであった。
承平年間（931年-938年）頃の『和名抄』では伊豆国賀茂郡に「大社郷（おおやしろごう）」が見えるが、これは伊豆三島神社・伊古奈比咩命神社に基づく郷名とされる。

#### 中世
鎌倉時代では、伊古奈比咩命神社に関する文献はほとんど見られず由緒は明らかではない。境内から出土した若宮御正躰や神鏡（いずれも下田市指定文化財）、火達山出土の祭器具から、鎌倉時代にも祭祀は継続していたと推測される。また、この若宮御正躰や薬師如来坐像（下田市指定文化財）の存在から、本地垂迹思想が進展した様子が示唆される。
中世の国内神名帳『伊豆国神階帳』（康永2年（1343年）以前成立）では冒頭部に「一品当きさの宮」の記載があり、これは当社に比定される。記載は田方郡条であるが、これは伊古奈比咩命が三嶋大社に招祭されたことによるとされる。『延喜式』神名帳が「賀茂郡（三嶋神）、田方郡、那賀郡」の記載順であったのに対し『伊豆国神階帳』は「田方郡（三嶋神）、那賀郡、賀茂郡」の順であることから、両帳作成の間に伊豆国は賀茂郡中心から田方郡中心の時代に移ったと見られ、これに伴って賀茂郡に位置する伊古奈比咩命神社の社勢は衰退したという。
室町時代においても伊古奈比咩命神社を物語る史料は少なく、室町時代末期の佐野北条氏忠朱印状（下田市指定文化財）が唯一の史料として知られる。この史料によると、後北条氏から修理料として11貫200文が寄進されている。また、社領として103貫余を有した旨が見える。

#### 近世
江戸時代に入り、慶長3年（1598年）7月の検地により社領は20石に減じた。慶長12年（1607年）、伊豆代官大久保長安からは鰐口（静岡県指定文化財）が寄進された。江戸時代を通じては、幕府が毎年八丈島に渡船を発するたびに、初穂米や祈願絵馬が奉納されていた。また、37の社家によって年間75度もの祭事が行われていたという。
江戸時代中期頃からは、社勢は著しく衰退した。伊古奈比咩命神社は幕府・郡代の崇敬にあずかっていなかったこと、寛文7年（1667年）の検地によって境内地以外の社領は年貢地に改められたことにより、社家のほとんどが帰農して、ついには神主の原氏1家を残すのみとなった。代わってこの頃から禅福寺（別当寺）の社僧による支配が強くなって社家と争うようになり、その争いは明治の神仏分離まで続いた。
江戸時代後期には、そのような中で社人の藤井伊予（藤井昌幸）が復古運動を展開し、白川家・平田篤胤・伴信友との交わりの中で現在に見る由緒を構築した。復興に尽くした伊予は「道守神」と称され、現代まで讃えられている。

#### 近代以降
明治6年（1873年）9月、近代社格制度において県社に列した。戦後は神社本庁の別表神社に列している。

### 神階
- 六国史における神階奉叙の記録[11][47]
  - 天長9年（832年）5月22日、名神に預かる （『釈日本紀』所引『日本後紀』逸文）[原 4][注 4] - 表記は「伊古奈比咩神」。
  - 嘉祥3年（850年）10月8日、従五位上 （『日本文徳天皇実録』）[原 7] - 表記は「伊古奈比咩命神」。
  - 嘉祥3年（850年）11月1日、官社に列す （『日本文徳天皇実録』）[原 8] - 表記は「伊古奈比女神」。
  - 仁寿2年（852年）12月15日、正五位下 （『日本文徳天皇実録』）[原 9] - 表記は「伊古奈比咩命神」。
  - 斉衡元年（854年）6月26日、正五位下 （『日本文徳天皇実録』）[原 10] - 表記は「伊古奈比咩神」。仁寿2年の記事と内容は重複[注 6]。
- 六国史以後
  - 一品 （『伊豆国神階帳』） - 表記は「当きさの宮」。

| 年     | 三嶋神             | 阿波咩命 （本后） | 物忌奈命 （阿波咩命の子） | 伊古奈比咩命 （後后） |
| ------ | ------------------ | ----------------- | ------------------------- | --------------------- |
| 832年  | 名神 （従五位下?） | --                | --                        | 名神 （従五位下?）    |
| 838年  | （神津島噴火）     | （神津島噴火）    | （神津島噴火）            | （神津島噴火）        |
| 840年  | --                 | 無位 →従五位下    | 無位 →従五位下            | --                    |
| 850年  | 従五位上           | 従五位上          | 従五位上                  | 従五位上              |
| 852年  | 従四位下           | 正五位下          | 正五位下                  | 正五位下              |
| 854年  | 従四位下           | 正五位下          | 正五位下                  | 正五位下              |
| 859年  | 従四位下 →従四位上 | --                | --                        | --                    |
| 864年  | 従四位上 →正四位下 | --                | --                        | --                    |
| 868年  | 正四位下 →従三位   | --                | --                        | --                    |
| 神名帳 | 名神大             | 名神大            | 名神大                    | 名神大                |
| 神階帳 | 正一位             | 一品              | 正一位?                   | 一品                  |

### 神職
江戸時代頃、伊古奈比咩命神社には37の社家が存在したとされる。しかしながらこれらの家は、その後の本社衰退によって帰農した。寛保元年（1741年）頃には、原家（現在の神主家）1家にまで縮小したという。この原家は、『三宅記』に見える壬生御館（みぶのみたち：三嶋神初代奉斎者）の後裔であるとされる。
明治期の原家以外の社家には27家が見えるものの、いずれも帰農して祭祀にあずかってはいなかった。これらの社家は各家1社の氏神を祀っていたが、現在それらの社は「二十六社神社」として本社境内に合祀されている。

### 社殿造営
伊古奈比咩命神社の社地に関しては、『日本後紀』逸文に次の記載がある。
| 「                                 | 伊豆国言上。三島神。伊古奈比咩神。二前預名神。此神塞深谷摧高巌。平造之地。二千町許。作神宮二院。池三処。神異之事。不可勝計。 | 」 |
| —『日本後紀』逸文 天長9年5月22日条 | |    |

上記の文に「神宮二院」とあるように、三嶋神・伊古奈比咩命神は「二院」制を成していたとされる。しかしながら、遺構が明らかでないため制の実際は明らかでない。社誌では、先の「二院」は別境内であるとして、三嶋神は神明（境外末社の十二明神社）、伊古奈比咩命神は火達山の位置と推測されている。
江戸時代の明暦2年（1656年）に社殿が焼失した際には、上記「二院」が同一境内と見なされて本殿2殿が一所に並び建てられることとなった。この制は、寛文2年（1662年）の棟札（今無し）を初見として寛保元年（1741年）まで確認される。
その後、本殿は寛保元年（1741年）に現在見られるような1殿制に改められた。1殿制に改めるにあたっては、遠江国浜松（現在の静岡県浜松市）の五社明神を模したという。現在の本殿は大正11年（1922年）、拝殿は万延元年（1860年）の造営である。

## 境内
現在の境内は、白浜海岸北側に突き出た岬の丘陵「火達山（ひたちやま）」に位置する。境内面積は1.5ヘクタール、また境外地として2.6ヘクタールを有する。火達山には山上に本殿、山麓には拝殿が建てられている。これらの社殿は北西に面し、後背に伊豆諸島を背負っている。
火達山からは祭祀用と見られる奈良時代・平安時代の多数の土師器・須恵器が見つかっており、伊豆諸島に関する古代祭祀遺跡の様子を残していることから、境内は「火達山遺跡」として下田市指定史跡に指定されている。下田市沿岸部には火達山遺跡のほかにも海島祭祀遺跡が多く存在しており、ほかには夷子島遺跡（須崎）、三穂ヶ崎遺跡（白浜）、遠国島遺跡（田牛）などが知られる（いずれも下田市指定史跡）。

### 社殿

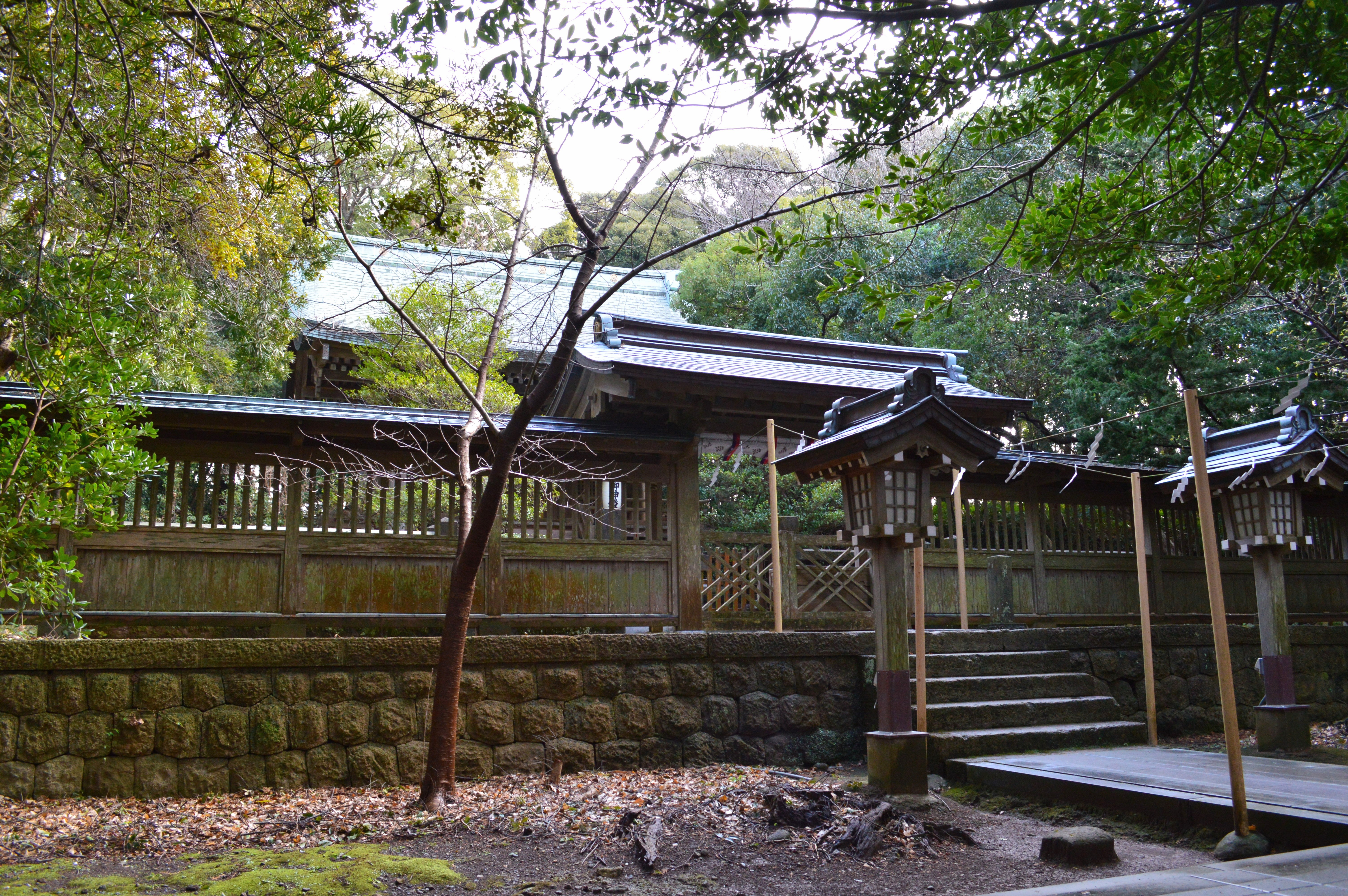
本殿

丘陵上に建てられている本殿は大正11年（1922年）の造営で、三間社流造、向拝付、総桧造、銅板葺。寛保元年（1741年）以前の本殿は2殿であった。古代祭器具が見つかった本殿裏は禁足地とされている。
丘陵下に建てられている拝殿は万延元年（1860年）の造営で、入母屋造、正面六間、側面五間、向拝唐破風付、欅造、瓦葺。

### 樹叢
伊古奈比咩命神社境内はアオギリ（青桐、アオギリ科の中国原産植物）の分布北限にあたり、境内の北側に純林を形成している。この林は「伊古奈比咩命神社のアオギリ自生地」として国の天然記念物に指定されている。
また、境内にはビャクシン（柏槇、ヒノキ科の常緑中高木）の樹林も自生している。小さな鱗片葉を十字対生につけるものと、針状の葉を3輪生するものとがある。それらのうち「薬師の柏槇」と称される手水舎脇の1本は、樹高15.5メートル・周囲4メートルを測る古木である。この樹林は「白浜神社のビャクシン樹林」として静岡県指定天然記念物に指定されている。

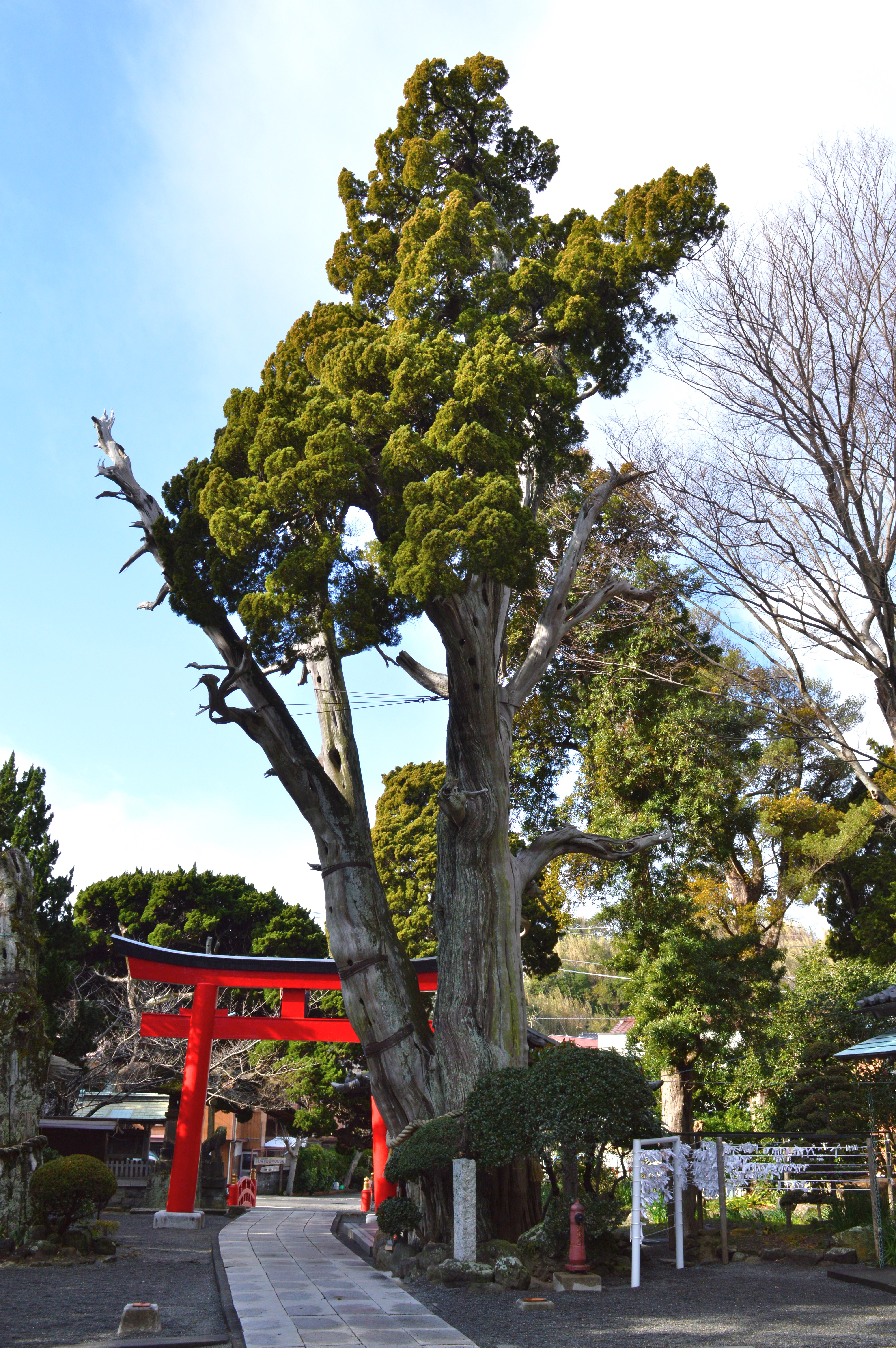
薬師の柏槇
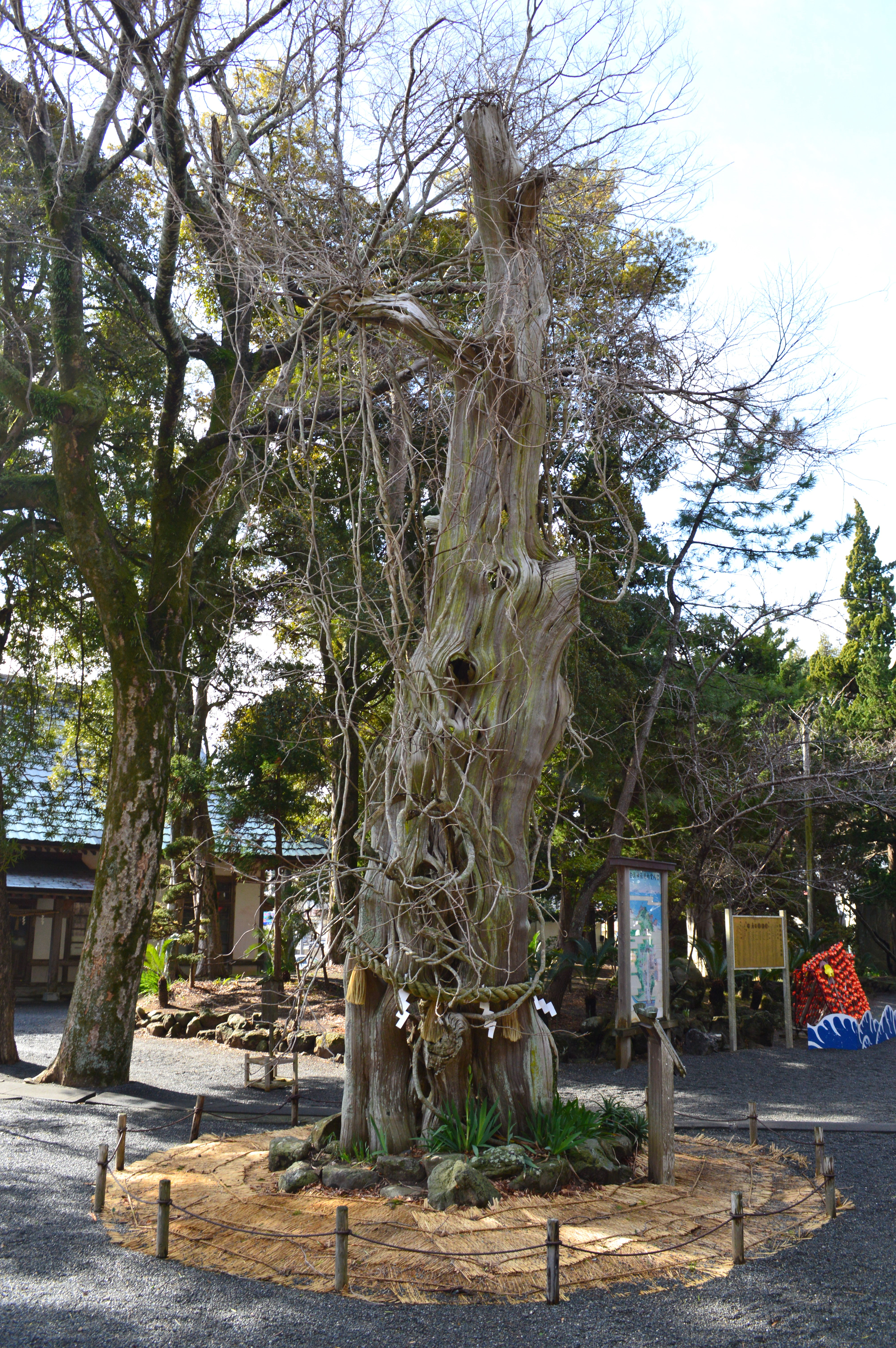
白龍の柏槇
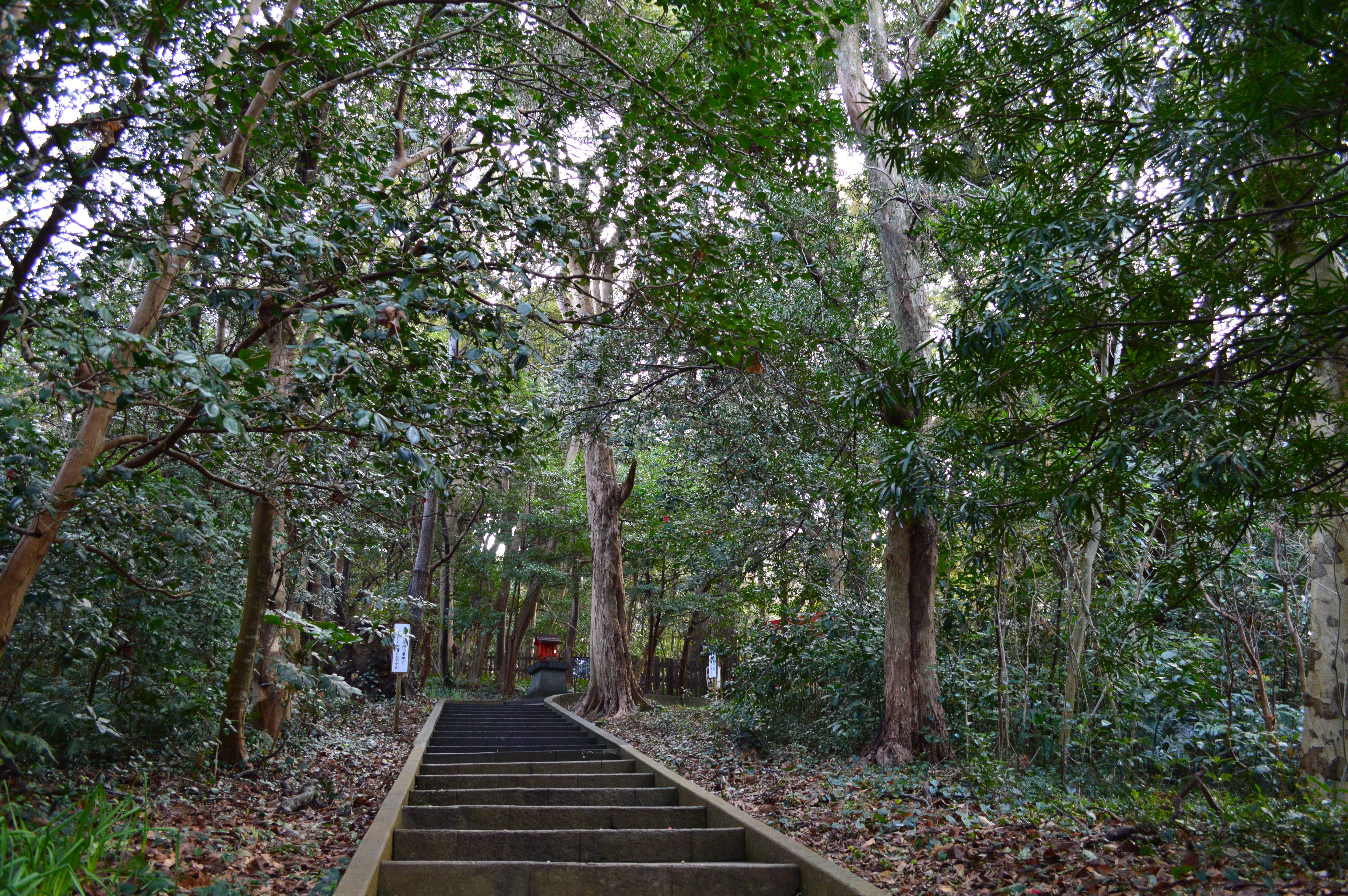
境内の社叢

### 御釜

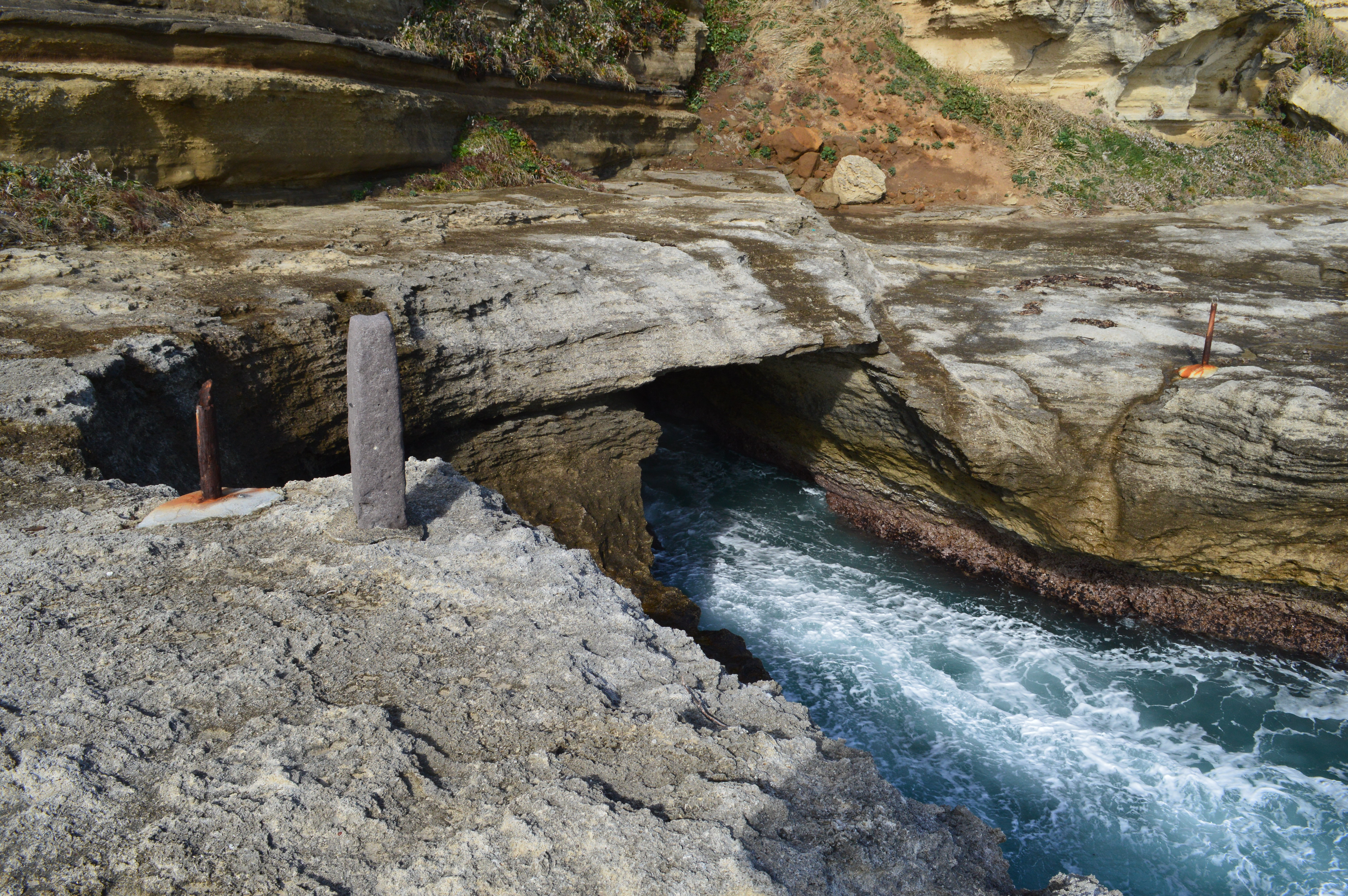
御釜入り口

社殿後方の海岸の崖下には、「御釜（みかま、三釜）」と称される窪みがある。ここには三方から海蝕洞が通じ、常時海水が流れ込んでいる。
かつて神職が大潮の時に御釜に入った際、奥にはさらに洞窟があり、本殿の真下と思しき位置には漆塗りの祠があったという。このことから、御釜は祭祀場に使用されていたとされる。ただしその洞窟は、地震による崩壊により現在では近づくことは出来ない状態である。

## 摂末社
伊古奈比咩命神社の関係社について、慶長年間（1596年-1615年）の水帳には社家持の計27社の記載が、文化15年（1818年）の縁起では末社計33社の記載があり、古くは70社近くにも及ぶ摂末社を有したとされる。現在の摂末社は次の通り。
境内社
- 二十六社神社
大正10年（1921年）の遷宮に際し、境内社26社を1社に合祀したものである[65]。元々は、社家の各家で氏神として祀られていた[66]。
内訳は少彦名命神社、御子神社、応神神社、須佐之男命神社、天児屋根命神社、天水分命神社、天照皇大神社、級長戸辺神社、木花開耶姫命神社、瀬織津姫命神社、倉稲魂命神社、豊宇気姫命神社、経津主神社、熊野神社、海津見神社、海津豊玉彦神社、大年神社、石長比売命神社、若宮八幡宮、亥神社、大雷神社、高皇産霊神社、金山毘古命神社、金山比売命神社、大山祇神社、豊受大神宮[67]。
- 砂村稲荷神社
- 見目弁財天社
- 聖徳太子命神社

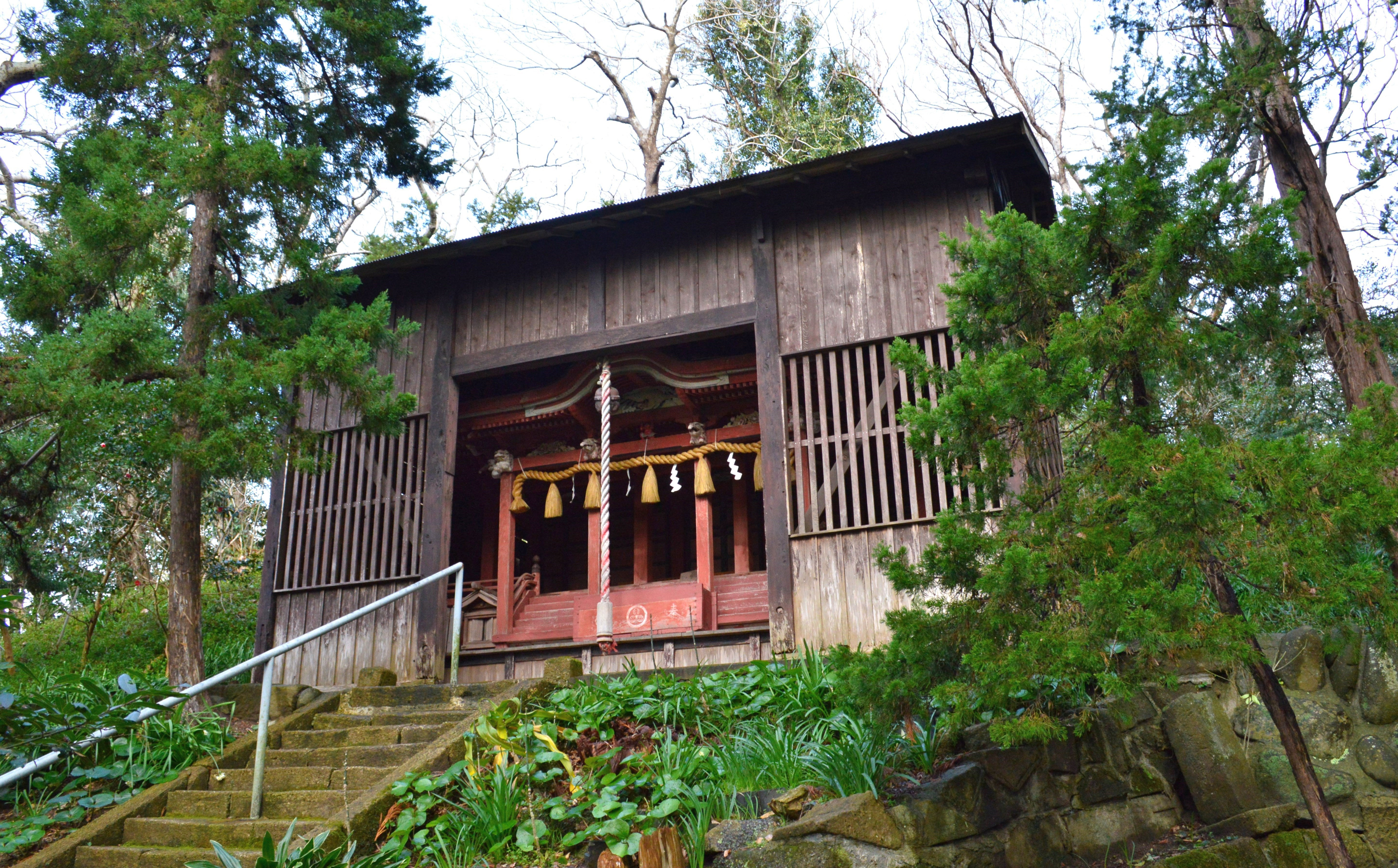
二十六社神社
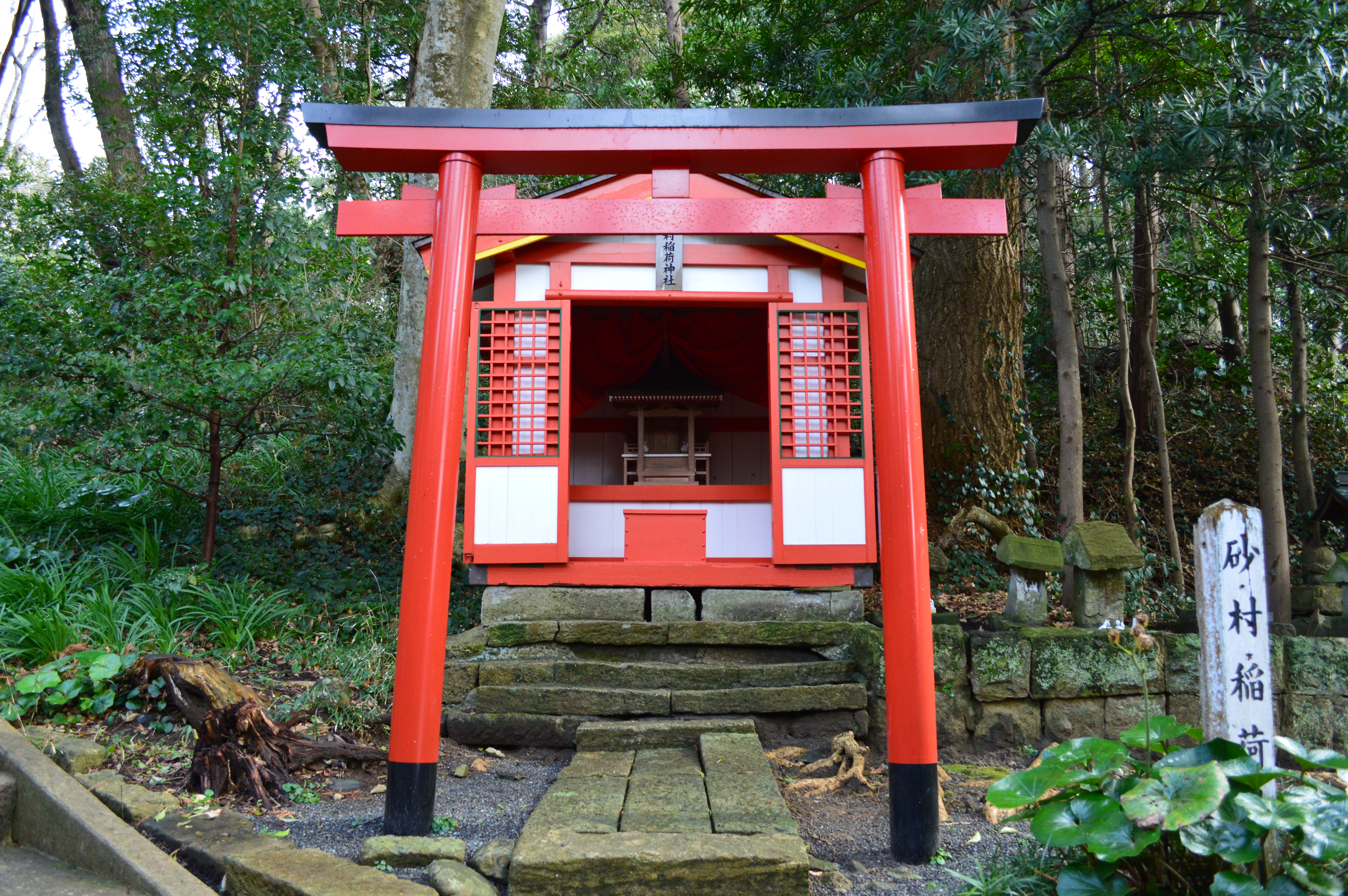
砂村稲荷神社
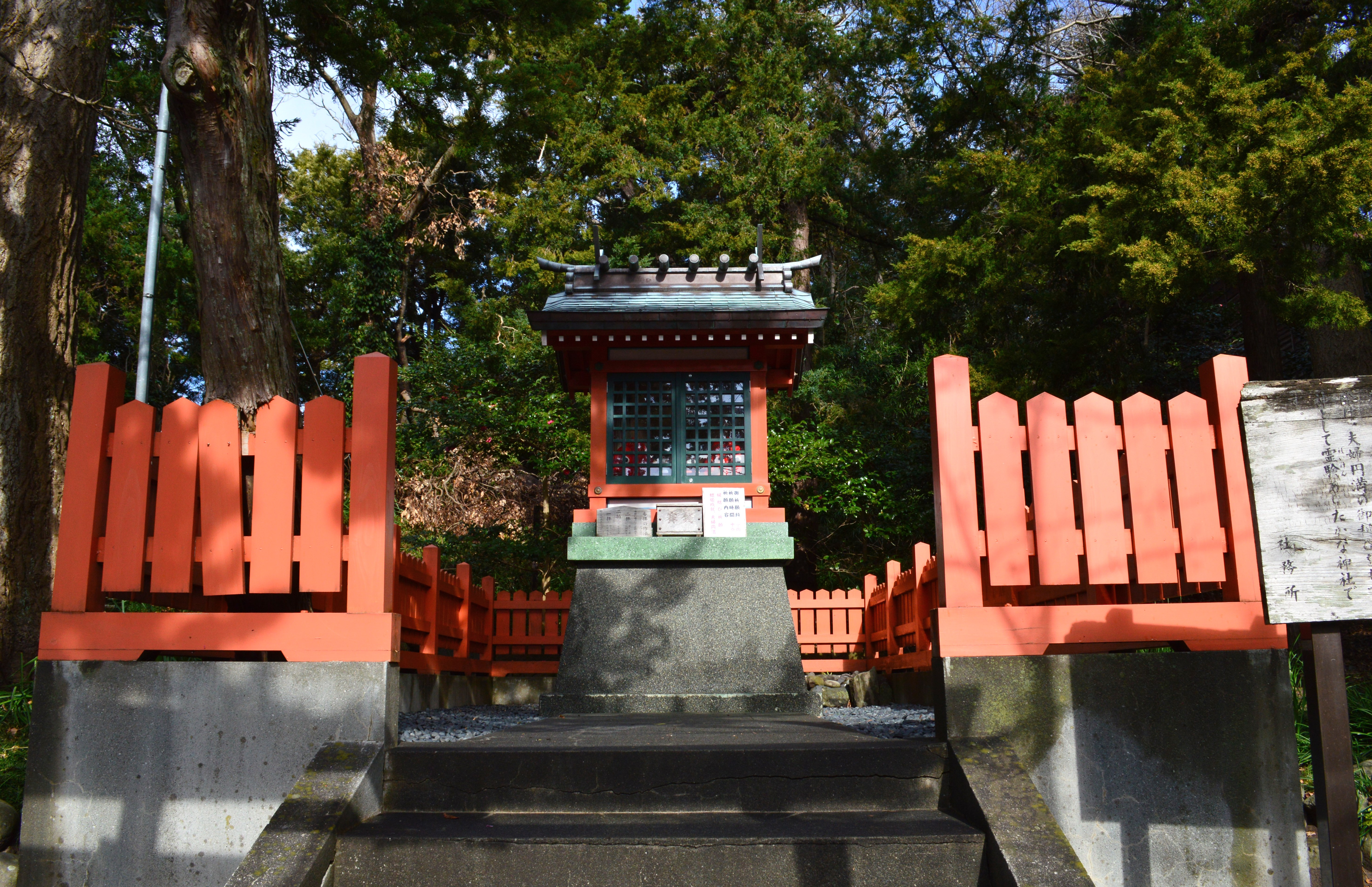
見目弁財天社

境外社

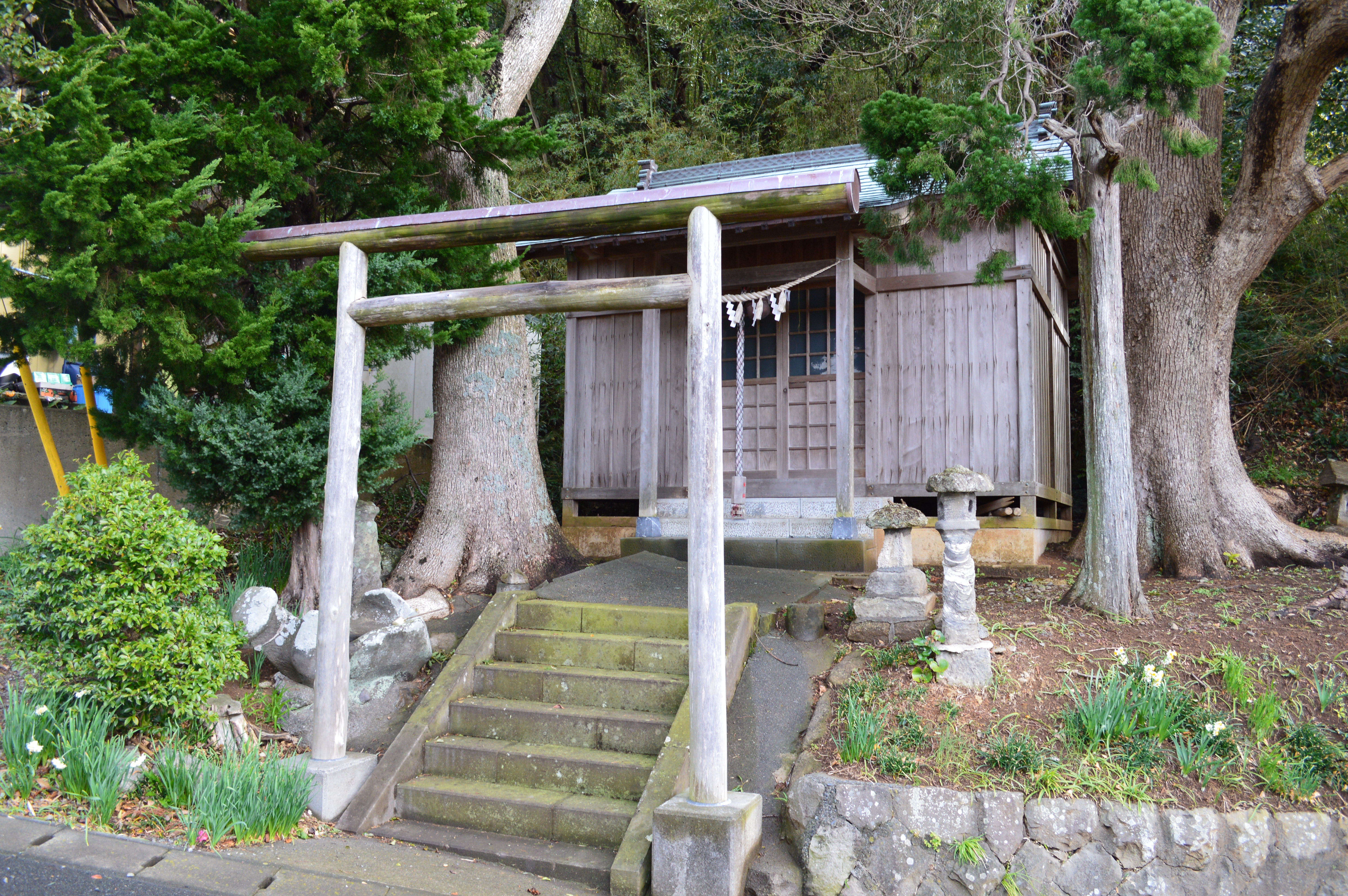
十二明神社三嶋神旧鎮座地か。

- 十二明神社 （下田市白浜、北緯34度41分51.08秒 東経138度58分15.01秒））
  - 祭神：大楠命、小楠命、御代徳命、感農八甕命、横池命、伊迦命、知宇命、尾健御子命、尾健比命、見多諾命、伊豆奈比咩命、穂便感応命[29]

本社北西、神明（かみあけ）の地に鎮座する境外社である。文化15年（1818年）の縁起に見える神明周辺の神々をのちに合祀したものである[29]。その神名は、本社境内社の著名な神名とは対照的に特徴的な神名が多く、三嶋神の一族神に相当すると推測されている[68]。このことから、社誌では当地が三嶋神（三嶋大社）の旧鎮座地に相当すると見ている[68]。ただしそれとは別に、当地を天長9年（832年）以前の三嶋神・伊古奈比咩命の鎮座地とする伝承もある[69]。

## 祭事
文政13年（1830年）の縁起によれば、古くは年間で75度もの祭事が行われたという。現在は毎月1日・15日に月次祭が行われるほか、次の主要祭事が行われる。

### 例祭
- 火達祭（ひたちさい） （10月28日）
- 例祭 （10月29日）

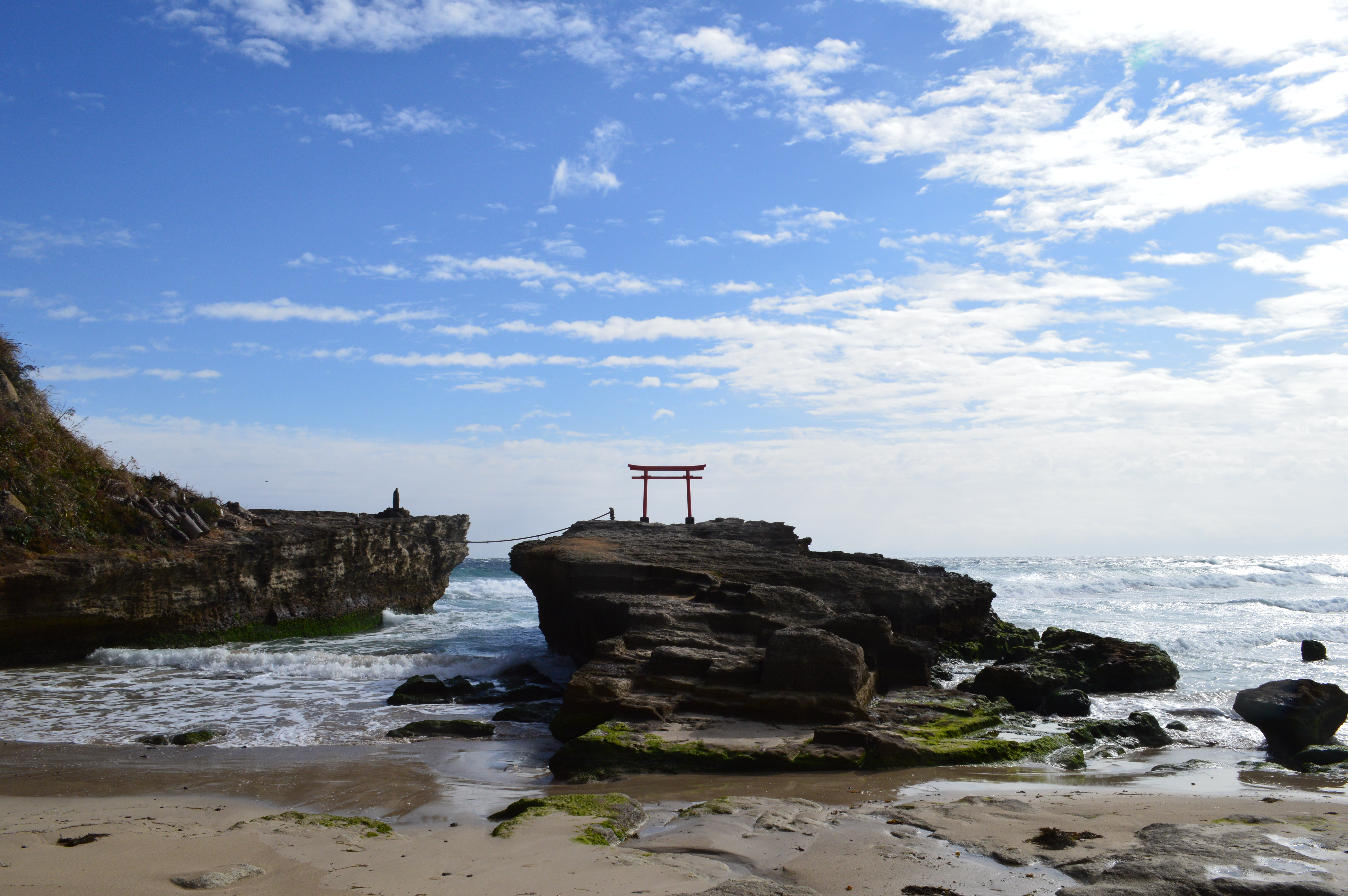
大明神岩と海浜鳥居

- 御幣流し祭（おんべいながしさい/おんべ-） （10月30日）

現在の例祭は10月29日であるが、古くは旧暦の9月20日・21日に行われた。まず例祭前日の火達祭では、本殿裏の焚火を行い、伊豆の島々を遥拝する神事が行われる。火達山では祭器具が出土することから、同様の神事が古い時代から行われていたと推測される。また、古くは伊豆諸島側でも同時に焚火を行なったという。
翌日は、早朝に三番叟（下田市指定無形民俗文化財）が奉納される。次いで伊古奈比咩命神社最大の祭典である例祭が執行される。
3日目、夕方に神社裏の海岸において御幣流し祭が行われる。神事では、島々への遥拝ののち、「大明神岩」と称する大岩から幣串と神饌を海中に投じる。このとき、必ず「御幣西（おんべにし）」と称する西風が吹くという。これらの祭は神迎え・神送りの儀礼と考えられているが、伊豆諸島を意識していることにその特色が指摘される。

### 酉祭
酉祭（とりまつり）は、4月と11月の初酉日に行われる。この祭は古くからの重儀で、三嶋大社では伊古奈比咩命神社を憚って4月と11月の中酉日に酉祭を行うという。由来の詳細は明らかでないが、鶏は伊古奈比咩命神社の神使と見なされており、祭当日には生鶏が献じられていた（現在は卵が献じられる）。

## 文化財

### 国の天然記念物
- 伊古奈比咩命神社のアオギリ自生地 - 昭和20年2月22日指定[78][62]。

### 静岡県指定文化財
- 有形文化財
  - 鰐口（工芸品）
径42.3センチメートル、厚10.8センチメートルの鰐口。両肩には釣手を有する。慶長12年（1607年）3月、伊豆代官大久保長安の奉納によるものである。当時長安は縄地金山奉行であり、金山の隆盛を祈願して奉納したものといわれる。地金は青銅であるが、金の成分が相当含まれていると伝える。昭和31年10月17日指定。[79]
- 天然記念物
  - 白浜神社のビャクシン樹林 - 昭和44年5月30日指定[63]。

### 下田市指定文化財

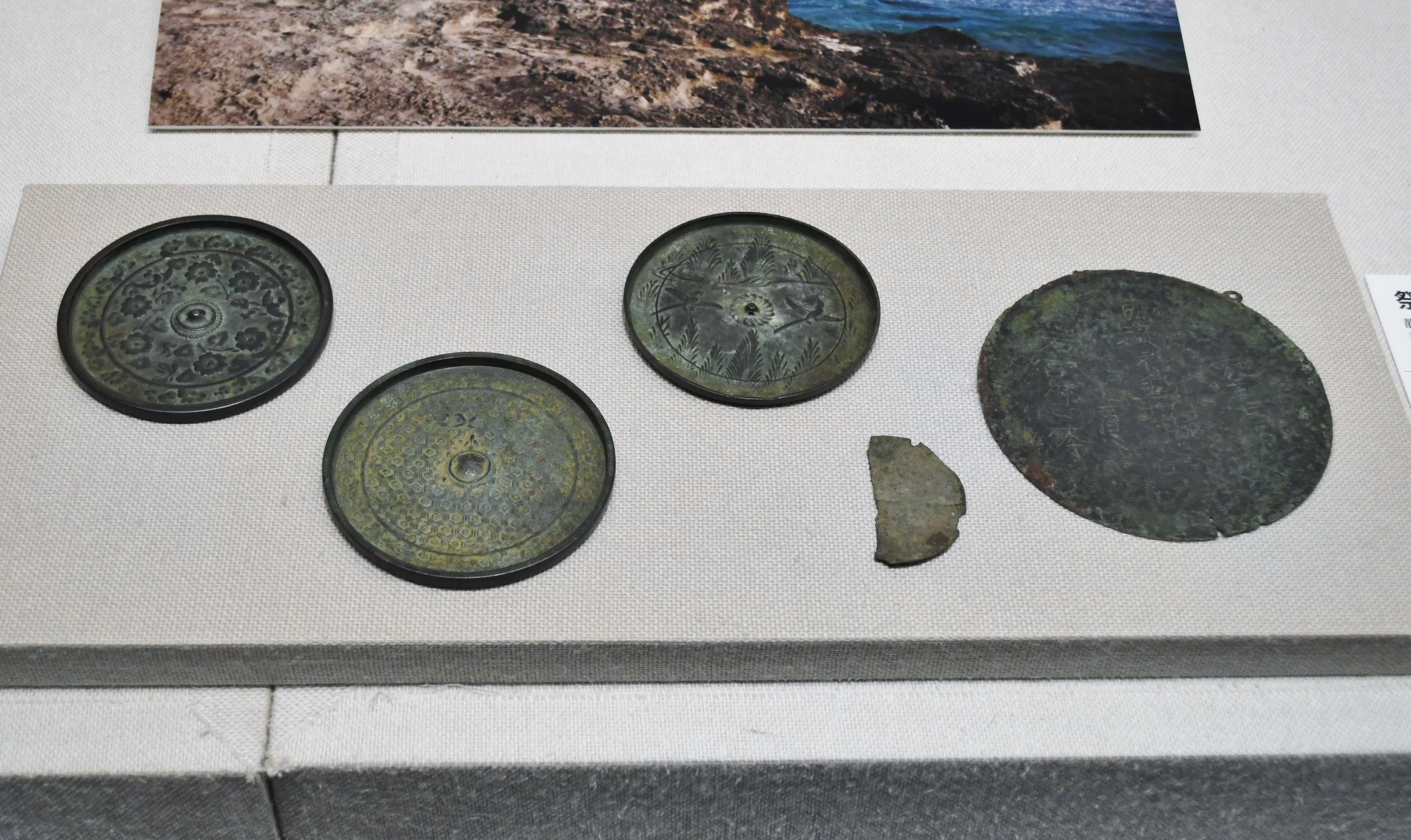
御正躰・和鏡國學院大學博物館企画展示時に撮影。

- 有形文化財
  - 御正躰（みしょうたい）1面（工芸品）
金銅製（銅製鍍金）、直径15.2センチメートル、厚0.1センチメートルの薄い円形板。文字、尊像などは見られないが、当初は墨画があったと考えられている。「施主忌部能次 大歳嘉禄元年（1225年）十二月日乙酉 若宮御正躰」という鎌倉時代の銘文を持つ。この御正躰は、文化9年（1812年）9月、境内裏山にあった神木「命の松」（昭和41年に倒木）の根元から掘り出されたと伝える。昭和56年8月7日指定。[80]
  - 水草双鳥鏡（工芸品）
青銅鋳製、表面径10.7センチメートル、縁厚0.7センチメートル。背面には、捩菊（ねじりぎく）文様座鈕を中心として、上下に水流と水草、左右に双鳥の文様が薄肉で表現されている。鋳上りも優れており、平安時代後期の典型的な和鏡とされる。この水草双鳥鏡は、文化9年（1812年）9月に御正躰とともに掘り出されたと伝える。昭和56年8月7日指定。[81]
  - 亀甲地双雀鏡（工芸品）
青銅鋳製、表面径11.4センチメートル、縁厚0.7センチメートル。亀甲地で、亀座鈕の近くには双雀を配している。鎌倉時代後期の作とされる。この亀甲地双雀鏡もまた、文化9年（1812年）9月に御正躰とともに掘り出されたと伝える。昭和56年8月7日指定。[82]
  - 山吹双鳥鏡（工芸品）
青銅鋳製、表面径11.4センチメートル、縁厚0.7センチメートル。花形中隆鈕（はながたちゅうりゅうちゅう）で、全体には山吹を散らし、その中に双鳥を配した文様がやや肉高に鋳出されている。鎌倉時代の作とされる。この山吹双鳥鏡もまた、文化9年（1812年）9月に御正躰とともに掘り出されたと伝える。昭和56年8月7日指定。[83]
  - 薬師如来坐像（彫刻）
一木割矧造、彫眼で、像高86.2センチメートルの薬師如来像。明治の廃仏毀釈で解体されたのち復元されたもので、現在は漆塗りとなっている。薬師如来は、三嶋神の本地仏とされている。縄を巻いたような特異な頭髪の表現は、京都清凉寺の釈迦如来像に代表される、鎌倉時代以降に流行した様式である。また、やや面長で男性的な独特の表情には宋風彫刻の影響が色濃く見られ、鎌倉後期の彫刻の特徴を有している。昭和56年8月7日指定。[84]
  - 佐野北条氏忠朱印状（古文書）
楮紙の折紙で、縦29.0センチメートル、横56.5センチメートル。天正11年（1583年）に、北条氏忠（佐野氏忠）から白浜郷名主百姓中に下された年貢の割付状である。裏面には、江戸時代後期に藤井伊予（昌幸）の依頼を受けた伴信友（国学者）の考証が記されている。戦国時代の貢祖納入の実態を知る上で貴重な文書とされる。昭和60年12月23日指定。[85]
- 史跡
  - 火達山遺跡 - 昭和49年3月20日指定[24]。
- 無形民俗文化財
  - 三番叟（さんばそう）
「日の出三番叟」や「神さんば」とも呼ばれる。民俗芸能として、今から約300年前から奉納されてきたという。例祭日の早朝に、原田・長田・板戸の氏子部落の青年が1年交替で奉納する。昭和48年6月12日指定。[86]

### その他
白濱大明神縁起
通称「三宅記」。伊豆半島・伊豆諸島に伝わる神仏縁起で、本書はその写本の1つである。「三宅記」原本の成立は鎌倉時代末期と推定されるが、本書は奥書から享保年間（1716年-1735年）後半から元文年間（1736年-1740年）初めの成立と推定されている。文書は漢字片仮名混じりで、朱筆の注が付記されている。底本は伊古奈比咩命神社の旧別当寺・禅福寺に伝来していたが（禅福寺本）、その後失われ、現在は寛政3年（1791年）作の外函のみを残している。内容の詳細は「三宅記」を参照。
- 翻刻：「白濱大明神縁起」『道守』伊古奈比咩命神社社務所、1918年、付録1-付録31頁。
  - 『道守』（国立国会図書館デジタルコレクション）174-189コマ参照。

- 翻刻：「白濱大明神縁起」『伊古奈比咩命神社』伊古奈比咩命神社、1943年、70-95頁。
  - 『伊古奈比咩命神社』（国立国会図書館デジタルコレクション）153-165コマ参照。

- 翻刻：下田市教育委員会 編「三宅記（白浜本）」『下田市史 資料編 1 -考古・古代・中世-』下田市教育委員会、2010年、471-498頁。 - 要約を併記。

## 登場作品
- 『閑谷集』（鎌倉時代前期）の一首[11][88]
| 「          | おなしきみなみ浦にしらはまの大明神と申してしるしあらたにはへるよし申をききて もらさすて 我もみちひけ 白濱の まさこの数に あらぬ身なれと | 」 |
| —『閑谷集』 | |    |

## 現地情報
所在地
- 静岡県下田市白浜2740

交通アクセス
- 伊豆急行線 伊豆急下田駅から
  - バス：「白浜神社」バス停下車 （乗車時間約10分、下車後徒歩すぐ）